# Janina Altman
Janina Altman, hebr. ‏אלטמן, ינינה‎ z d. Hescheles (ur. 2 stycznia 1931 we Lwowie, zm. 24 lipca 2022) – polsko-żydowska autorka, izraelska pisarka i chemiczka.

## Życiorys
Pochodziła z rodziny polskich Żydów. Jej ojciec, Henryk Hescheles, stryj Mariana Hemara, był w latach 1920 redaktorem polskojęzycznej gazety syjonistycznej Chwila, jednego z najważniejszych periodyków przedwojennego Lwowa. Został zamordowany w pierwszych dniach niemieckiej okupacji Lwowa, w lipcu 1941, w czasie pogromu lwowskiego zwanego „akcja więzienna”. Kuzynem ojca był Stanisław Lem. Jej matka, Amalia z d. Blumenthal, przed 1939 pracowała jako nauczycielka hebrajskiego, a także w redakcji Chwili. W 1941 popełniła samobójstwo zażywając cyjanek w obozie janowskim wraz z grupą pracowników obozowego szpitala, która położyła się w kręgu.
Osierocona Janka po nieudanych próbach znalezienia schronienia wśród ludności nieżydowskiej przedostała się do obozu janowskiego. Wiersze, które układała i recytowała współwięźniom, stały się jej przepustką na konspiracyjne zebrania literackie organizowane przez Michała Borwicza. Przyjaciele Borwicza z PPS, działający w Radzie Pomocy Żydom (kryptonim „Żegota”), pomogli mu w ucieczce z obozu. Na jego prośbę, w październiku 1943, wydostali także osieroconą Jankę. Po ucieczce znalazła się w Krakowie, gdzie kilkakrotnie zmieniała mieszkania. Ostatecznie trafiła do sierocińca prowadzonego przez Jadwigę Strzałecką i tam pozostała. Mieszkała najpierw w Poroninie, później aż do matury w 1949 w Sopocie.
Na prośbę Marii Hochberg-Mariańskiej i Borwicza spisała w ukryciu swoje wspomnienia ze Lwowa. Zostały one wydane w 1946 roku przez Centralny Komitet Żydów Polskich pod tytułem Oczyma dwunastoletniej dziewczyny. Pamiętnik otwiera relacja z „pogromu więziennego” 1 lipca 1941 roku we Lwowie. Po wycofaniu się NKWD ze Lwowa w więzieniach odkryto zwłoki rozstrzelanych przez sowiecką bezpiekę ukraińskich działaczy niepodległościowych. Niemcy wykorzystali antysemickie nastroje Ukraińców i podburzyli ich do aktów przemocy. Żydów wyciągano z domów, przymuszano do mycia i grzebania odnalezionych w kazamatach NKWD ciał. Bito ich i rozstrzeliwano. „Na ulicy pełno było chłopców, bijących miotłami, trzepaczkami, kamieniami Żydów. […] Widziałam chłopców 6-letnich, wyrywających kobietom z głowy włosy, starcom brody. Krzyki i płacz, coraz silniejszy.” – wspominała Janka Hescheles. Jej pamiętnik został wydany ponownie w 2015 roku przez Żydowski Instytut Historyczny w Warszawie oraz przetłumaczony i wydany w języku niemieckim, hiszpańskim, katalońskim, fińskim i ukraińskim.
Maria Magdalena Smoleńska, która zamieszkała obok sierocińca Strzałeckiej w Poroninie wspominała: „Była jedna starsza dziewczynka ode mnie, która stale siedziała i pisała coś. To było lato, już przynajmniej wiosna ciepła, otwarte okna i kartki papieru sfrunęły na dół. Ten popłoch i strach, który się malował na twarzy tej dziewczynki, jak ona zbiegła zbierać te kartki. To było zadziwiające, wtedy chyba nawet nie wiedziałam, że ona jest Żydówką. Dopiero później uświadomiono [mi], kim były te dzieci. One nie wszystkie były Żydami; sierotami polskimi też. Tak że dopiero potem [pomyślałam]: „Ach, to musiała być Żydówka” – wtedy jak ona te notatki swoje w takim panicznym strachu i tempie zbierała na dole.”
W 1950 roku Janina wyjechała do Izraela. Studiowała chemię w Instytucie Technologii Technion w Hajfie. Pod koniec studiów założyła rodzinę. Po obronie rozprawy Acylation in the benzimidazoles and purines series w Instytucie Technologii Technion uzyskała w 1962 roku stopień doktora nauk chemicznych. Janina Altman uczestniczyła w pracach naukowych w Instytucie Technion, Instytucie Weizmana w Rechowot oraz w Muzeum Bojowników Getta. Przez trzy lata przebywała na Uniwersytecie Technicznym w Monachium.
Jest autorką wydanych w języku hebrajskim książek Oni jeszcze żyją (1967), Co będzie jutro? (1972), Złoto. Z wnętrza Ziemi w przestrzeń międzyplanetarną (1977) oraz Złotowłosa (1991), które napisała pod pseudonimem „Zvia Eitan”.
Mieszkała z mężem w Hajfie, miała dwóch synów, Eitana i Zvi – obaj zostali matematykami i przenieśli się do Francji. Była członkinią Komunistycznej Partii Izraela (Maki), do jej zaniku w 1973 roku. Po przejściu na emeryturę wróciła do pisania. W 2007 wydała monografię Biała Róża. O studentach i intelektualistach przed i po dojściu Hitlera do władzy, która została przetłumaczona na język angielski i niemiecki. Zaangażowała się także w ruch Kobiety w Czerni przeciw łamaniu praw Palestyńczyków w Izraelu . W 2014 r. podpisała się pod listem ocalałych i ich potomków potępiającym masakrę Palestyńczyków w Gazie i manipulację Holokaustem dla celów politycznych przez Elie Wiesela.

Powracam w wyobraźni do Lwowa, miasta mojego urodzenia, miasta mojego dzieciństwa. Ale mój Lwów jest dzisiaj wszędzie tam, gdzie życie ulega destabilizacji, gdzie ludzie są zmuszeni opuścić swoją rodziną wieś czy miasto, gdzie w okrutnych okolicznościach tracą rodziny.
 Janina Altman

## Wybór publikacji
- Oczyma dwunastoletniej dziewczyny. Reedycja: Centralna Żydowska Komisja Historyczna, 2015, ISBN 978-83-65254-05-4[9]
  - w języku niemieckim: Janina Hescheles: Mit den Augen eines zwölfjährigen Mädchens. [w:] Im Feuer vergangen.Tagebücher aus dem Ghetto. Rütten & Loening, Berlin 1962, s. 345–411
  - w języku hiszpańskim: Janina Hescheles-Altman: Con los ojos de una niña de doce años. Hermida Editores S.L., 2014, ISBN 978-84-941767-4-6.
  - w języku katalońskim: Amb els ulls d´una nena de dotze anys. Riurau Editors, Barcelona 2015, ISBN 978-84-943249-5-6.
  - w języku fińskim: Janinan päiväkirjat. Teinitytön muistelmat Lvivin ghetosta ja Janowskan keskitysleiriltä. Like, Helsinki 2015, ISBN 978-952-01-1299-8.
  - w języku ukraińskim: Яніна Гешелес: Очима 12-річної дівчинки (Переклав Андрій Павлишин). Дух і Літера, Київ 2011
- Janina Altman: Zahav. Mi-Maamake Ha-Adamah El He-Halel Ha-Hitson. Ramat Gan, Masadah 1977 (hebr.)
- Janina Altman: The White Rose. Students and Intellectuals in Germany before and after Hitler’s rise to power (In Hebrew with German & English Introductions) (With Dedication from Author). Publishing Pardes, 2007, 487 pages[10]
  - w języku niemieckim: Naturwissenschaftler vor und nach Hitlers Aufstieg zur Macht. Amazon Kindle 2013 (online / pdf)